# Flavien Prat
Flavien Prat (né le 4 août 1992) à Melun, est un jockey français.

## Carrière
Issu d'une famille liée aux courses de trot, Flavien Prat s'essaie aux courses de poneys puis s'oriente vers le galop et fait son apprentissage chez Tony Clout. Lauréat en 2009 de l'Étrier d'or, qui récompense le meilleur apprenti jockey de l'année en France, il devient ensuite deuxième jockey de l'écurie Wertheimer, pour laquelle il remporte en 2013 son premier, et seul à ce jour, groupe 1 en Europe, le Prix Marcel Boussac, associé à Indonésienne. Mais considérant que sa carrière stagne, il décide de s'exiler aux États-Unis, où il a déjà fait quelques séjours, en 2015. Installé sur la Côte Ouest, il ne tarde pas à s'y faire un nom : onzième jockey américain par les gains en 2016, année où il remporte une première épreuve de la Breeders' Cup, il ne quitte plus le top 10 de la profession par la suite, obtenant même la deuxième place en 2022, avec près de 30 millions de dollars. Il obtient ses galons classiques en 2019 avec sa victoire sur le tapis vert dans le Kentucky Derby, à la suite de la disqualification controversée de Maximum Security. En 2021, il passe le cap des 1 200 victoires sur le sol américain et des 100 millions de dollars de gains. Il est le partenaire attitré du phénomène Flightline, qui possède le meilleur rating jamais attribué par la FIAH à un cheval américain et lui permet d'ajouter la Breeders' Cup Classic à son palmarès. En 2024, il obtient le titre suprême en terminant l'année tête de liste des jockeys par les gains, avec pus de 37 millions de dollars de gains engrangés, s'attribue le record du nombre de victoires de groupe dans l'année (56), que Jerry Bailey détenait depuis plus de vingt ans, et reçoit l'Eclipse Award du meilleur jockey.  

## Palmarès sélectif (groupe 1)
France
- Prix Marcel Boussac – 1 – Indonésienne (2013)

 États-Unis
- Kentucky Derby – 1 – Country House (2019)
- Preakness Stakes – 1 – Rombauer (2021)
- Breeders' Cup Classic – 2 –  Flightline (2022), Sierra Leone (2024)
- Breeders' Cup Juvenile – 1 –  Storm The Court (2016)
- Breeders' Cup Turf Sprint – 1 – Obviously (2016)
- Breeders' Cup Dirt Mile – 1 –  Battle of Midway (2017)
- Breeders' Cup Juvenile Fillies – 1 –  Hard to Justify (2023)
- Breeders' Cup Filly & Mare Turf – 1 – Moira (2024)
- Bing Crosby Stakes – 6 – Wild Dude (2015), Lord Nelson (2016), Ransom The Moon (2017, 2018), Collusion Illusion (2020), Dr Schivel (2021)
- Rodeo Drive Stakes – 3 – Avenge (2016, 2017), Vasilika (2018)
- Pacific Classic – 3 – Higher Power (2019), Flightline (2022), Arabian Knight (2023)
- Diana Stakes – 3 – Whitebeam (2023, 2024), Excellent Truth (2025)
- La Brea Stakes – 2 – Constellation (2016), Spiced Perfection (2018)
- Del Mar Debutante Stakes – 2 – Moonshine Memories (2017), Bellafina (2018)
- Gamely Stakes – 2 – Illuminant (2016), Vasilika (2019)
- Queen Elizabeth II Challenge Cup – 2 – Shantisara (2021), Gina Romantica (2022)
- Turf Classic – 2 – Domestic Spending (2021), Program Trading (2024)
- Metropolitan Handicap – 2 –  Flightline (2022), National Treasure (2024)
- Del Mar Futurity – 2 – Prince of Monaco (2023), Gaming (2024)
- Champagne Stakes – 2 – Blazing Sevens (2022), Chancer McPatrick (2024)
- Northern Dancer Turf Stakes – 1 – The Pizza Man (2016)
- Derby City Distaff Stakes – 1 – Taris (2016)
- Shoemaker Mile Stakes – 1 – Hunt (2018)
- Coolmore Turf Mile Stakes – 1 – Bowies Hero (2019)
- Manhattan Handicap – 1 – Domestic Spending (2021)
- Malibu Stakes – 1 –  Flightline (2021)
- Acorn Stakes – 1 – Matareya (2022)
- Hollywood Gold Cup – 1 – Country Grammer (2022)
- Arkansas Derby – 1 – Angel of Empire (2023)
- Maker's Mark Mile Stakes – 1 – Chez Pierre (2023)
- Derby City Distaff Stakes – 1 – Matareya (2023)
- Stephen Foster Handicap – 1 – West Will Power (2023)
- Coaching Club American Oaks – 1 – Wet Paint (2023)
- Saratoga Derby Invitational – 1 – Program Trading (2023)
- Pegasus World Cup – 1 –  National Treasure (2024)
- Personal Ensign Stakes – 1 – Raging Sea (2024)
- Forego Stakes – 1 – Mullikin (2024)
- H. AllenJerkens Memorial Stakes – 1 – Domestic Product (2024)
- Hopeful Stakes – 1 – Chancer McPatrick (2024)
- Jockey Club Gold Cup – 1 – Highlands Falls (2024)
- American Turf Stakes – 1 – Zulu Kingdom (2025)
- Whitney Stakes – 1 – Sierra Leone (2025)
- Sword Dancer Stakes – 1 – El Cordobes (2025)

 Canada
- Queen's Plate – 1 – One Bad Boy (2019)